# Eddie Higgins
Eddie Higgins (21. února 1932 – 31. srpna 2009) byl americký jazzový klavírista. Zpočátku hudbu studoval u své matky, později na Northwestern University School of Music. Svou profesionální kariéru zahájil v Chicagu. Své první album vydal v roce 1958 a následovala řada dalších. Během své kariéry spolupracoval s mnoha dalšími hudebníky, mezi něž patří například Cy Touff, Lee Morgan, Sonny Stitt a Wayne Shorter. Jeho manželkou byla zpěvačka Meredith D'Ambrosio.